# 放送法施行規則
放送法施行規則（ほうそうほうしこうきそく、昭和25年6月30日電波監理委員会規則第10号）は、放送法の規定を施行するために必要な事項及び放送法の委任に基づく事項を定めることを目的とする規則である。

## 構成
2025年（令和7年）4月1日現在
第1章 総則
第2章 通則
第3章 日本放送協会
　第1節 通則
　第2節 業務
　第3節 経営委員会
　第4節 受信料等
　第5節 財務及び会計
　第6節 雑則
第4章 基幹放送
　第1節 基幹放送の区分
　第2節 基幹放送事業者
　　第1款 認定等
　　第2款 業務
　第3節 外国人等の取得した株式の取扱い
　第3節の2 経営基盤強化計画の認定
　第4節 基幹放送局提供事業者
　第5節 基幹放送に用いる電気通信設備
　　第1款 設備の損壊又は故障の対策
　　　第1目 通則
　　　第2目 地上基幹放送に係る電気通信設備についての規定の適用の特例
　　　第3目 衛星基幹放送に係る電気通信設備についての規定の適用の特例
　　　第4目 移動受信用地上基幹放送に係る電気通信設備についての規定の適用の特例
　　第2款 設備の報告等
　第6節 外国人等の取得した株式の取扱い
第5章 一般放送
　第1節 登録等
　　第1款 登録一般放送事業者
　　第2款 届出一般放送事業者
　　第3款 承継等
　第2節 一般放送に用いる電気通信設備
　　第1款 設備の損壊又は故障の対策
　　　第1目 衛星一般放送に係る電気通信設備の技術基準
　　　第2目 有線一般放送に係る電気通信設備の技術基準
　　第2款 設備の報告等
　第3節 業務等
　　第1款 再放送
　　第2款 裁定
　　第3款 雑則
第6章 有料放送
　第1節 有料放送事業者
　第2節 有料放送管理業務
第7章 認定放送持株会社
第8章 放送番組センター
第9章 雑則
附則
「協会」は「日本放送協会」の略

## 沿革
1950年（昭和25年）- 昭和25年電波監理委員会規則第10号として制定
1952年（昭和27年）- 電波監理委員会廃止
- 郵政省設置法の一部改正に伴う関係法令の整理に関する法律[2]による電波法改正附則第3項により郵政省令となる。

2001年（平成13年）- 中央省庁再編で郵政省廃止、総務省設置
- 中央省庁等改革のための郵政省関係省令の整備に関する省令[3]第12条により総務省令となる。

2011年（平成23年）- 平成23年総務省令第62号により一部改正
- 放送法の全面改正[4]に伴い本規則も全面改正

## 関連事項
- 放送
- 基幹放送
- 一般放送